# 아크리주
아크리주(브라질 포르투갈어: Estado do Acre)는 브라질의 북부에 위치하였으며 아마조나스주, 혼도니아주와 이웃하고 볼리비아, 페루와 국경을 접하고 있다.

## 역사

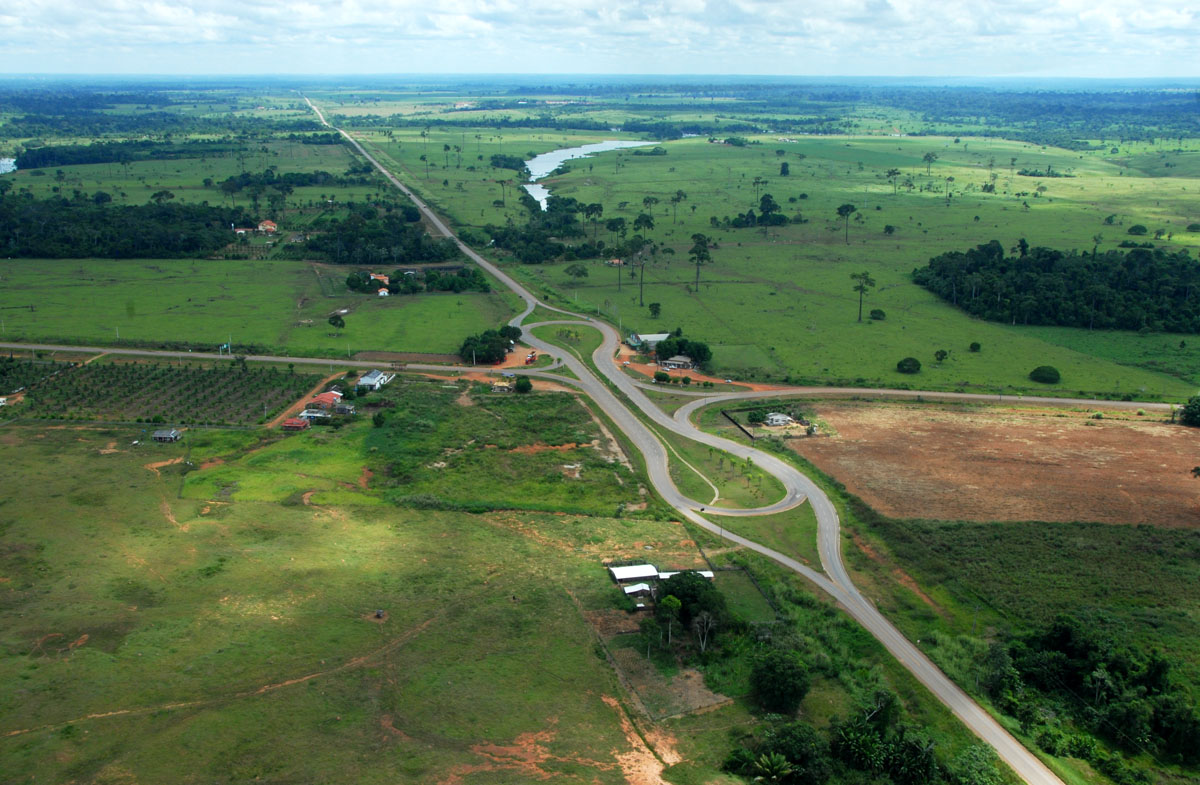
아크리 주

아크레 지방은 역사적으로 볼리비아의 영토였고 1867년 체결된 아야쿠초 조약(Treaty of Ayacucho)으로 확인되었다. 아마존강 유역의 열대우림의 고무나무에서 고무를 얻기 위해 브라질인들이 진출하면서 (아마존 고무 붐) 브라질인들이 아크레 지방에 진출하기 시작했다. 볼리비아는 뒤늦게 아크레 지방에 대한 지배력을 되찾으려고 하면서 충돌이 일어났다. 결국 1899년에 브라질인들은 아크레 공화국을 선포했다가 진압되는 일이 반복되었다.
1903년 11월 페트로폴리스 조약이 체결되어 아크레를 브라질에 넘기고 브라질은 마투그로수주의 약 3000 km2가량을 볼리비아에 인도하고 200만 파운드를 배상하며, 볼리비아가 아마존강을 거쳐 대서양으로 교역할 수 있도록 마데이라강이 급류로 흐르는 구간을 따라 마데이라-마모레 철도를 부설해 주기로 합의하였다.
그러나 이미 영국의 헨리 위컴(Henry Wickham)이 고무나무 씨앗을 1876년에 반출해 19세기 말부터 20세기 초에 고무나무 재배가 동남아시아에서 확산되고 있었기 때문에 아크레의 고무나무 붐도 끝나고 마데이라-마모레 철도도 수요를 잃게 되었다.

## 주요 도시
- 히우브랑쿠

## 인구
| 연도    | 인구    | ±%     |
| ------- | ------- | ------ |
| 1920    | 92,379  | —      |
| 1940    | 79,768  | −13.7% |
| 1950    | 114,755 | +43.9% |
| 1960    | 160,208 | +39.6% |
| 1970    | 218,006 | +36.1% |
| 1980    | 306,893 | +40.8% |
| 1991    | 417,165 | +35.9% |
| 2000    | 557,882 | +33.7% |
| 2010    | 733,559 | +31.5% |
| 2022    | 830,018 | +13.1% |
| Source: |         |        |

## 같이 보기
- 아크리주의 음모